# 眉嵴

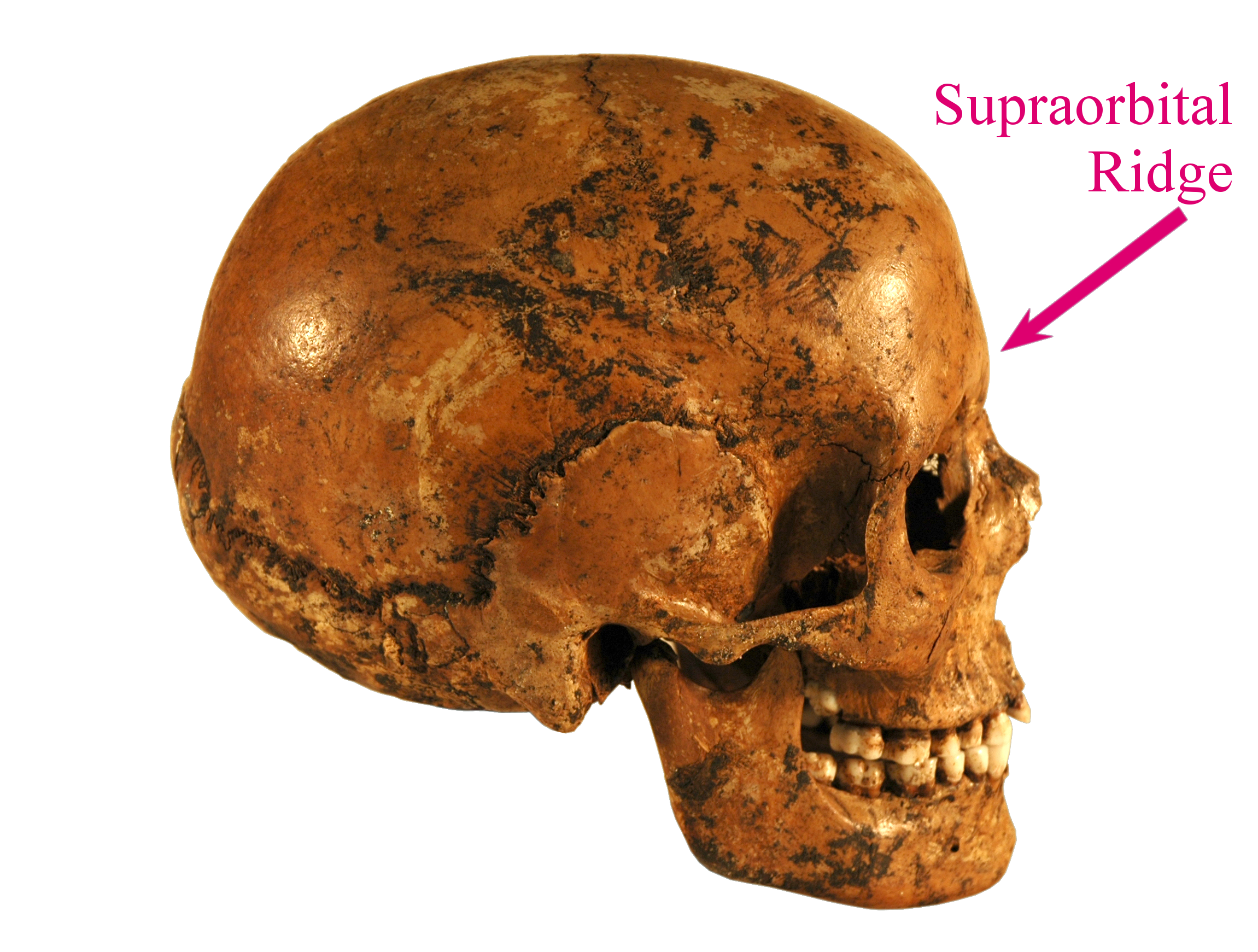
女人的眉嵴往往較難觀察到，如上图的女性头骨，只有從侧面才容易觀察到眉嵴

眉嵴（brow ridge）俗作“眉脊”，又稱眉弓（superciliary arch）、眶上嵴（supraorbital ridge），是指灵长类动物骨性眼眶上方向前突出的弓形状骨质隆起。对于现代人类，眉毛就位于眉嵴的下缘。
額骨在眼窩和鼻根上方的水平增厚，在鼻根上方沒有中斷，被稱為眶上隆起（眶上環，有時也被錯誤地稱為眉毛隆起）。這種骨質隆起是各種前人類和原始人類以及其他一些靈長類動物（如黑猩猩和大猩猩）頭骨上的顯著特徵。
眼眶上部凸起的功能尚未得到充分確定。 由於沒有肌肉附著在其上，這種骨增厚通常被解釋為一種穩定適應：如果顱骨暴露在高咀嚼壓力下，因此由於強大的咀嚼裝置而導致強大的靜態負荷，強大的眶上環抵消了可能的骨折風險。 也有人懷疑這些突出的骨頭原本可以保護眼睛。
然而，這種解釋在 2018 年遭到了反駁，因為基於 Kabwe 1 頭骨（被歸類於羅德西亞人）的計算機模擬並未顯示出任何機械性優勢。 約克大學考古學系的解剖學家 Paul O'Higgins 是該模擬的共同實行者之一，他認為眼上隆起可能是一種表明支配地位的社會信號。 另一方面，在解剖學上現代人類（智人）失去了眼睛上方的凸起，以眉毛運動的形式出現了更微妙的社會信號。
許多人的額骨在每隻眼睛上方也有明顯的隆起。然而，這兩個眉弓（Arcus superciliaris，又名眉毛隆起）在鼻根上方被眉間隔開，眉間不像隆起那樣突出，通常是無毛的。
在人類中，眉嵴具有性别二态性，通常男性的较为明显，其原因是性激素睾酮的差异，在青春期导致面部骨骼發生變化並可能形成突出的骨隆起。跨性别女性可以通过面部女性化手术削除这种突出。